# Hiroko Oyamada
Hiroko Oyamada ( (小山田 浩子?, Oyamada Hiroko); Hiroshima, 2 novembre 1983) è una scrittrice giapponese.

## Biografia
Nata a Hiroshima nel 1983, dopo la laurea in lingua e letteratura giapponese all'Università della città natale ha svolto diversi mestieri tra i quali l'operaia a tempo determinato in una fabbrica di automobili.
Proprio durante quest'ultimo lavoro ha iniziato la stesura di quello che sarebbe diventato il suo esordio letterario, La fabbrica, romanzo ascrivibile al genere della letteratura aziendale (che annovera anche la conterranea Kikuko Tsumura) nel quale l'autrice segue le vicende di tre lavoratori all'interno del mini-mondo della ciclopica azienda usando uno stile grottesco e kafkiano.
Dopo aver vinto il Premio Shincho per i nuovi scrittori e il Premio Oda Sakunosuke ottiene definitiva consacrazione con il prestigioso Premio Akutagawa ottenuto nel 2013 per il romanzo Ana nel quale riprende il suo stile surreale e riceve una nomination al Premio Locus per il miglior romanzo dell'orrore e dark fantasy.

## Opere (parziale)
- La fabbrica (Kōjō, 2013), Vicenza, Neri Pozza, 2021 traduzione di Gianluca Coci ISBN 978-88-545-2217-6.
- La buca (Ana, 2014), Vicenza, Neri Pozza, 2022 traduzione di Gianluca Coci ISBN 978-88-545-2414-9.
- Niwa (2018)
- Kojima (2021)

## Premi e riconoscimenti
Premio Shincho per i nuovi scrittori
- 2010 vincitrice con Kōjō

Premio Oda Sakunosuke
- 2013 vincitrice con Kōjō

Premio Akutagawa
- 2013 vincitrice con Ana

Premio Locus per il miglior romanzo dell'orrore e dark fantasy
- 2021 finalista con Ana